# Ulmus bergmanniana
Ulmus bergmanniana är en almväxtart som beskrevs av Camillo Karl Schneider. Ulmus bergmanniana ingår i släktet almar, och familjen almväxter. Utöver nominatformen finns också underarten U. b. lasiophylla.

## Bildgalleri

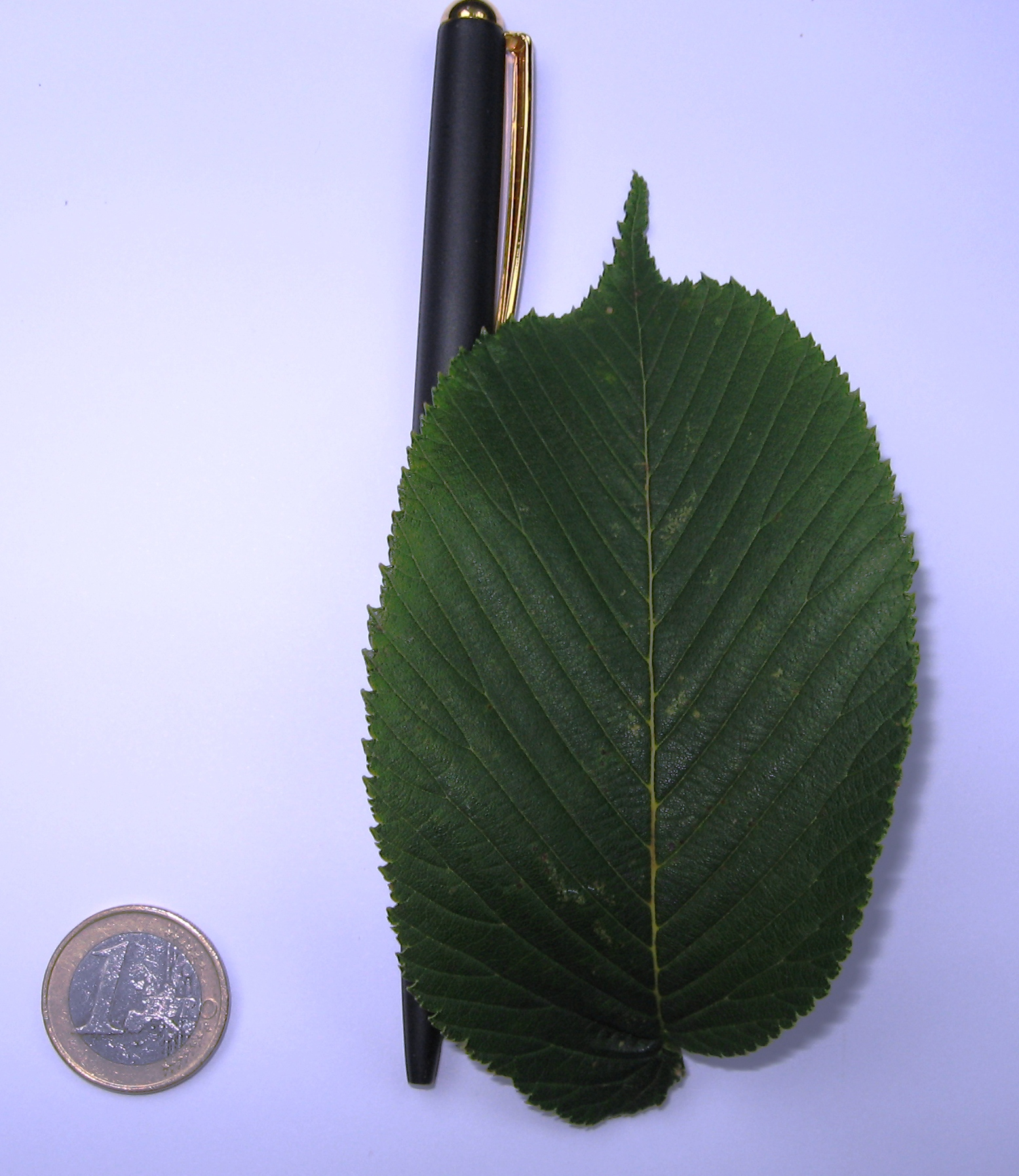